# 卡特帕迪
卡特帕迪（Katpadi），是印度泰米尔纳德邦Vellore县的一个城镇。总人口15925（2001年）。

## 人口
该地2001年总人口15925人，其中男性8284人，女性7641人；0—6岁人口1434人，其中男750人，女684人；识字率73.57%，其中男性为81.72%，女性为64.73%。